# Bret Easton Ellis
Bret Easton Ellis (Los Angeles, 7 marzo 1964) è uno scrittore e sceneggiatore statunitense.
Noto per le sue brillanti e controverse critiche alla società dei consumi, la sua opera più celebre e citata è sicuramente American Psycho (1991), divenuto un best seller globale. 
Si ricordano anche Meno di zero (1985), Le regole dell'attrazione (1987), Glamorama (1998) e Lunar Park (2005).

## Biografia
Nel 1983, durante gli studi al Bennington College, nel Vermont, si iscrive a un corso di scrittura creativa: ne uscirà con il suo primo romanzo, pubblicato nel 1985, Meno di zero, che lo impone all'attenzione del grande pubblico. La sua carriera di scrittore prosegue con la pubblicazione di Le regole dell'attrazione del 1987, che diventa nel 2002 un film dall'omonimo titolo diretto da Roger Avary.
La sua opera più significativa, quella che lo porta al successo, è del 1991, American Psycho. Al centro della narrazione, le vicende del giovane yuppie newyorkese Patrick Bateman, che alla vita dissoluta e superficiale tra Wall Street e i ristoranti di lusso alterna le notti da sanguinario serial killer. La pubblicazione giunge solo dopo una lunga vertenza, a causa delle contestazioni da parte degli stessi editori per la violenza di numerose scene. Nel 1994 pubblica una raccolta di racconti scritta quasi interamente ai tempi del college, con il titolo di Acqua dal sole. Glamorama, romanzo covato per quasi dieci anni, esce nel 1999 e riporta lo scrittore ad un successo mondiale.
Lunar Park, uscito in Italia il 18 ottobre 2005, è una storia pseudo-autobiografica declinante verso il genere horror che parla, in ultima analisi, del complicato rapporto fra padri e figli. Da segnalare, al suo interno, anche il ritorno in scena di Patrick Bateman.  Nel 2010 ha pubblicato Imperial Bedrooms, sequel del suo primo lavoro Meno di zero, uscito nel 1985. Nel 2016 negli Stati Uniti è iniziata la trasmissione della serie tv The Deleted, che lo vede nei panni di regista.
Bianco è un saggio pubblicato nel 2019: tocca temi legati all'influenza, spesso negativa, dei social nella nostra vita e attacca in generale il politicamente corretto che ammorba la cultura moderna.
Nel gennaio 2023 esce il romanzo Le schegge, il primo dopo 13 anni, tratto da una raccolta dapprima serializzata in più parti su podcast fra il settembre 2020 e il settembre 2021.

## Vita privata
È apertamente omosessuale.

## Opere

### Romanzi
- Meno di zero (Less Than Zero, 1985), trad. di Francesco Durante, Napoli, Tullio Pironti Editore, 1992, ISBN 978-88-793-7047-9; trad. di Marisa Caramella, Collana ET Scrittori, Torino, Einaudi, 2006, ISBN 978-88-061-8444-5, ISBN 88-06-18444-X, ISBN 978-88-06-18444-5.
- Le regole dell'attrazione (The Rules of Attraction, 1987), trad. di Francesco Durante, Napoli, Pironti, 1993, ISBN 88-7937-068-5; Torino, Einaudi, 2006, ISBN 978-88-061-8146-8, ISBN 88-06-18146-7, ISBN 978-88-06-18146-8.
- American Psycho (1991), trad. di Pier Francesco Paolini, Collana Letteraria, Milano, Bompiani, 1991, ISBN 978-88-452-1791-3, ISBN 88-452-4277-3, ISBN 88-452-1972-0, ISBN 88-452-4592-6; trad. di Giuseppe Culicchia, Collana Super ET, Torino, Einaudi, 2005, ISBN 978-88-061-7404-0; ISBN 88-06-15577-6, ISBN 978-88-06-17404-0.
- Glamorama (1999), trad. di Katia Bagnoli, Collana Supercoralli, Torino, Einaudi, 1999, ISBN 978-88-061-4434-0; ISBN 88-06-17679-X, ISBN 88-06-15890-2, ISBN 978-88-06-17679-2.
- Lunar Park (2005), trad. di Giuseppe Culicchia, Collana Supercoralli, Torino, Einaudi, ISBN 978-88-061-7636-5, ISBN 978-88-06-18660-9.
- Imperial Bedrooms (2010), trad. di Giuseppe Culicchia, Collana Supercoralli, Torino, Einaudi, ISBN 978-88-062-0525-6, ISBN 978-88-06-20525-6.
- Le schegge (The Shards, 2023), trad. di Giuseppe Culicchia, Collana Supercoralli, Torino, Einaudi ISBN 978-88-062-6086-6

### Raccolte di racconti
- Acqua dal sole (The Informers, 1994), trad. di Francesco Saba Sardi, Collana Letteraria, Milano, Bompiani, 1994, ISBN 978-88-452-2315-0, ISBN 88-452-4742-2 ISBN 88-452-3667-6; Collana Super ET, Torino, Einaudi, 2006, ISBN 978-88-061-8469-8, ISBN 978-88-06-18469-8.

### Saggistica
- Bianco (White, 2019), trad. Giuseppe Culicchia, Collana Supercoralli, Torino, Einaudi, 2019, ISBN 978-88-062-4237-4.

## Filmografia

### Sceneggiatore
- The Informers - Vite oltre il limite, regia di Gregor Jordan (The Informers, 2008)
- The Canyons, regia di Paul Schrader (2013)
- The Curse of Downers Grove, regia di Derick Martini (2015)
- The Deleted, regia di Bret Easton Ellis (2018), serie web
- Smiley Face Killers, regia di Tim Hunter (2020)

### Regista
- The Deleted (2018), serie web

### Produttore
- The Informers - Vite oltre il limite, regia di Gregor Jordan (The Informers, 2008), produttore esecutivo

## Trasposizioni cinematografiche
- Al di là di tutti i limiti, regia di Marek Kanievska (Less Than Zero, 1987)
- American Psycho, regia di Mary Harron (2000)
- Le regole dell'attrazione, regia di Roger Avary (The Rules of Attraction, 2002)
- The Informers - Vite oltre il limite, regia di Gregor Jordan (The Informers, 2008)